# Screamin' Jay Hawkins
Pour les articles homonymes, voir Hawkins.
Jalacy Hawkins, dit Screamin' Jay Hawkins, est un auteur-compositeur et interprète américain de rhythm and blues, né le 18 juillet 1929 à Cleveland, dans l'Ohio, et mort le 12 février 2000 à Neuilly-sur-Seine. Célèbre principalement pour sa voix puissante et opératique et ses interprétations théâtrales de chansons telles que I Put a Spell on You, il utilisait parfois des accessoires macabres sur scène, faisant de lui un pionnier du shock rock,.

## Biographie

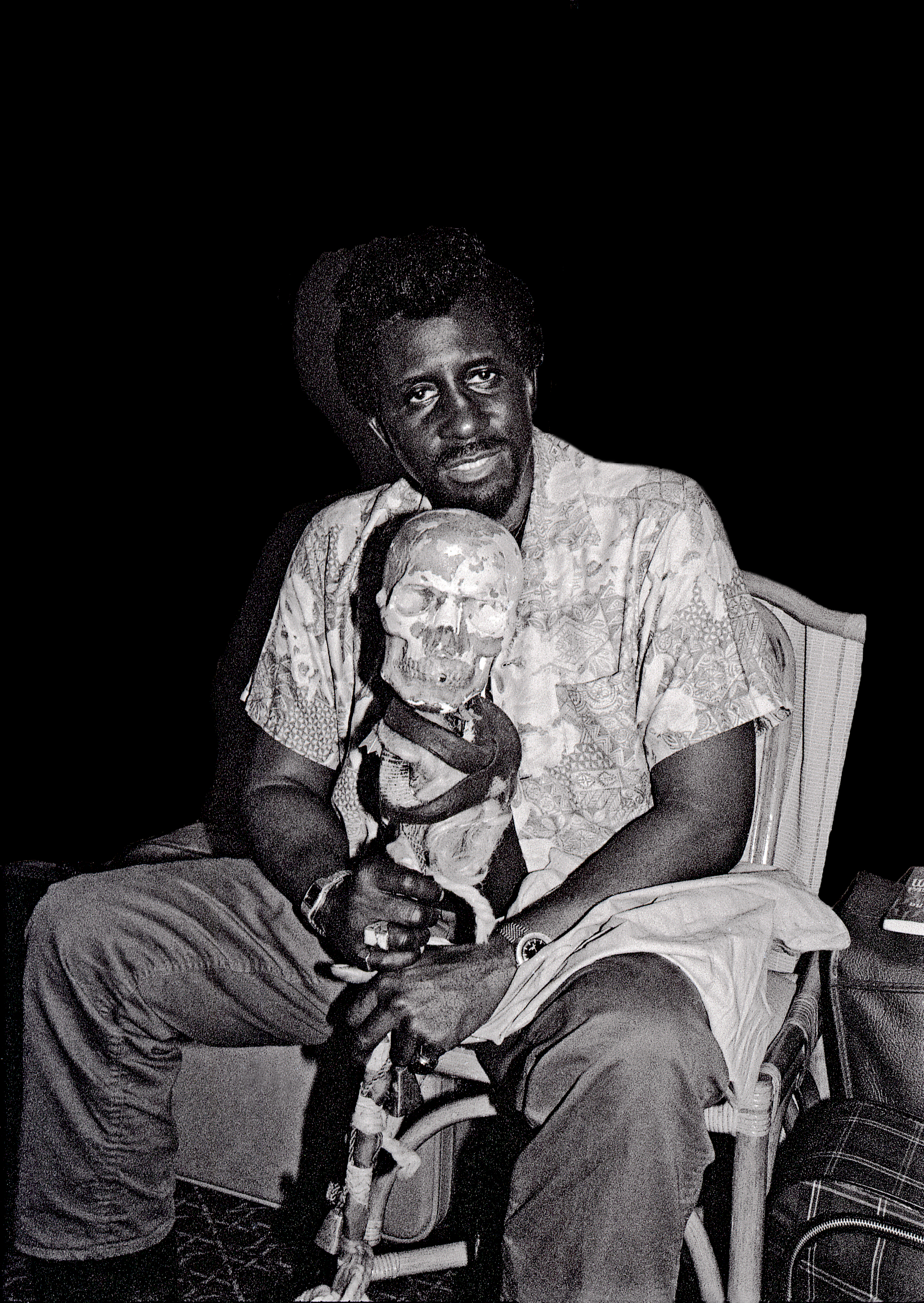
Screamin' Jay Hawkins avec Henry, son crâne humain « gri-gri » dans un hôtel du Xe arrondissement à Paris en 1984.

Élevé alternativement par sa mère et par des Indiens Blackfoot, il quitte le lycée en 1945 pour être chanteur fantaisiste pour l'armée de l'air dans les dancings pour soldats en Allemagne, au Japon et en Corée (il dit à ce sujet avoir été capturé et gardé prisonnier avant de réussir à s'échapper). À cette époque, il pratique également la boxe. En 1951, il est engagé comme pianiste puis comme chanteur (et accessoirement comme chauffeur) du guitariste de jazz Tiny Grimes. Il enregistre le titre Screamin' Blues, puis il accompagne Johnny Sparrow & his Sparrows, enregistre en 1954 les deux disques Baptize Me In Wine et I Found My Way To Wine, et part en tournée avec Fats Domino. Durant les années 1955-56, il enregistrera Wamee (qui plus tard sera connu sous le titre She Put The Wame On Me).
Dans le cadre du Théâtre aux Armées ou ailleurs, il affirme avoir joué avec Arnett Cobb, Gene Ammons, James Moody, Lynn Hope ou Lionel Hampton. « Je ne savais pas véritablement chanter jusqu'au jour où je me suis produit dans une ville nommée Nitro, en Virginie. Il y avait là une femme énorme, très grosse, imposante... Genre gloutonne, bestiale, obèse. Cette femme aurait fait passer un pauvre éléphant pour une mine de crayon tellement elle était grosse. Et elle était heureuse ! Elle engloutissait du scotch Black and White et du Jack Daniel's en même temps... et elle me regardait sans cesse. Elle criait : “Scream baby! Scream, Jay!”. À cet instant je me suis dit : “Tu cherchais un nom de scène.... et bien le voici !” ». C'est donc de l'enthousiasme quelque peu éméché d'une encombrante admiratrice que naît le tonitruant sobriquet de Screamin' Jay Hawkins.
En 1956, il connaît son premier succès avec I Put a Spell on You. Mais le disque est censuré par les radios. La particularité d'Hawkins était de reprendre des standards dans un style bien à lui, qui consistait à introduire des bruits corporels comme éléments à part entière de la musique au même titre que la voix, la guitare ou la batterie (comme dans le drolatique Constipation blues, dont une célèbre version est en duo avec Serge Gainsbourg). À cette même époque, il invente pour la scène un personnage de monstre loufoque qui sort d'un cercueil, joue avec des crânes, porte une cape de vampire, etc. Ce rôle le suivra toute sa vie et fera malheureusement oublier ses talents de chanteur et de pianiste. La chose n'était pas évidente, car l'idée de sortir d'un cercueil ne venait pas de lui, et il l'a d'abord refusée avec la dernière énergie, avant de céder devant la dernière enchère en dollars de son interlocuteur. L'effet a été tel qu'il a repris ensuite cette façon d'entrer en scène.
Il enregistre en 1957 un album pour Epic, At Home With Screamin' Jay Hawkins, où il chante I Love Paris de Cole Porter. Mais, du fait de la censure, ses disques comme Frenzy ou Alligator Wine se vendent peu. Sa prestation dans le film Mister Rock'n' Roll d'Alan Freed en 1957 est coupée au montage. En 1960, il décide d'abandonner et se retire à Honolulu pendant dix ans.
Mais s'il est incompris dans son pays, Screamin' Jay Hawkins est une légende à l'étranger. I Put A Spell On You connaît le succès grâce aux reprises de Nina Simone (1965), Alan Price Set (1966) et Creedence Clearwater Revival. Constipation blues est un tube au Japon en 1968. Il s'installe alors en France dans les années 1980. C'est le début de la réhabilitation de cet interprète.
En 1984, le groupe américain garage et psychédélique des Fuzztones l'accompagne sur un surprenant maxi 4 titres. Il joue dans le film Mystery Train de Jim Jarmusch et fait une apparition dans Peut-être de Cédric Klapisch : les Stones lui demandent de faire leur première partie au Madison Square Garden, et sa reprise de Heartattack And Vine de Tom Waits se vend bien grâce à son utilisation dans une pub pour les jean's Levi's.
Screamin' Jay Hawkins est mort le 12 février 2000 après une opération pour traiter une rupture d'anévrisme survenue dans le train qui le menait vers son prochain concert à Paris. Son dernier concert eut donc lieu à Amstelveen, aux Pays-Bas. Il laisse derrière lui un grand nombre d'enfants conçus avec beaucoup de femmes. Leur nombre est estimé à cinquante-sept, mais après enquête on s'approcherait plus des soixante-quinze,.

## I Put a Spell on You

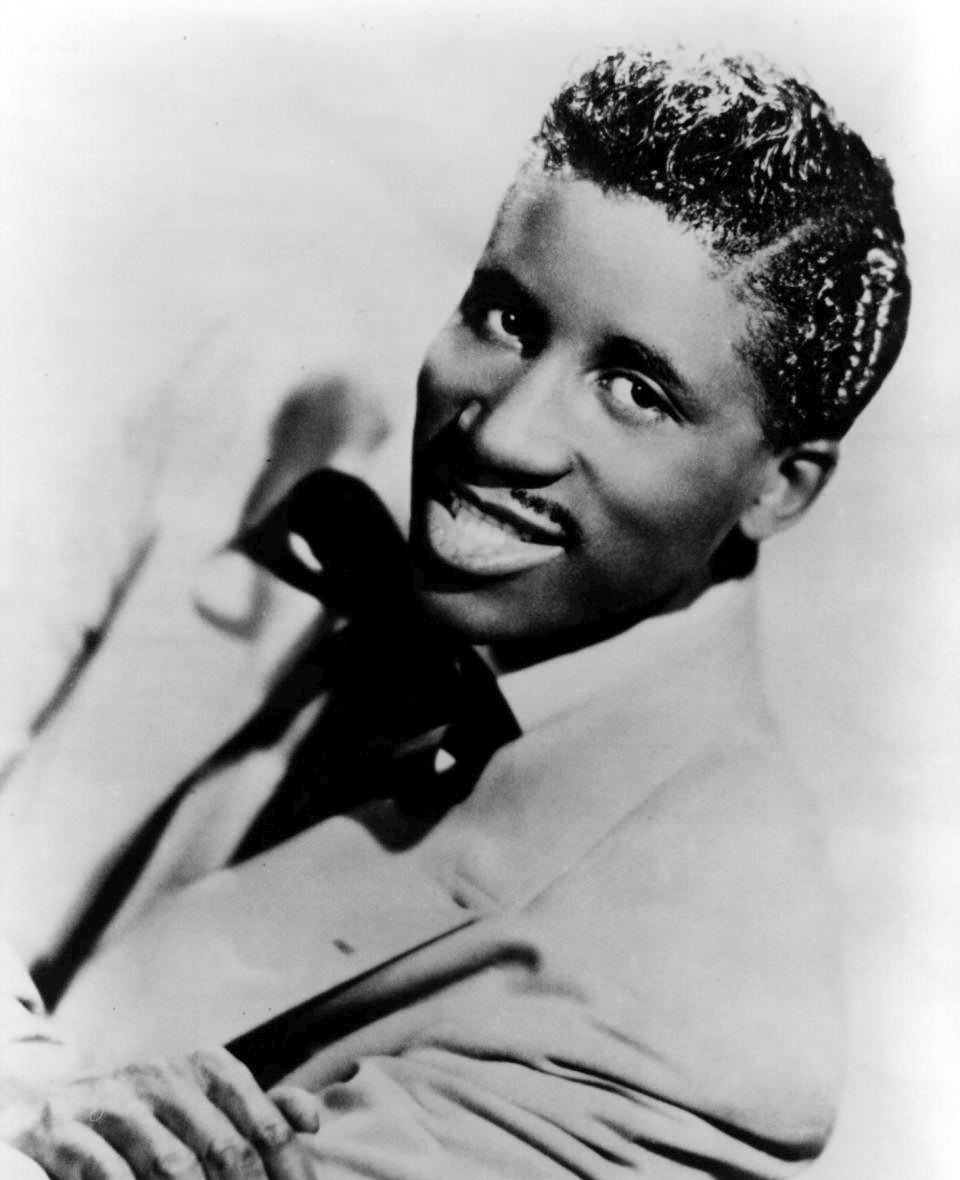
Screamin Jay Hawkins en 1957

Cette chanson, son plus grand succès, sorti en 1956, qui devait être une ballade bien propre, devient un hymne à la folie et au désespoir ; Screamin' Jay se met à crier, à faire des bruits avec sa bouche, et, malgré ou grâce à ce côté possédé, cette chanson obtient un immense succès. Elle a la particularité de s'être vendue à plus d'un million d'exemplaires sans entrer dans les hit-parades. Elle fut sélectionnée parmi les cinq cents chansons qui ont changé le rock and roll.
Devenue un grand classique, cette chanson a été reprise par les Creedence Clearwater Revival, en 1968, dans une version très lascive, par Nina Simone, Alan Price, The Animals, les Them de Van Morrison, Arthur Brown, Bryan Ferry, Buddy Guy avec Carlos Santana, Leon Russell, Joe Cocker, Nick Cave, Marilyn Manson dans l'album Smells like children, Dionysos (dans le concert électrique Whatever the weather), Jeff Beck et Joss Stone, ainsi que Julien Doré, lors de l'émission Nouvelle Star 2007, Iggy Pop et Catherine Ringer en duo le 27 avril 2009 (La Musicale), et Annie Lennox, en 2014, pour son album Nostalgia nommé au Grammy en 2015.

## Influences
Bien que Hawkins n'ait pas connu un grand succès en tant qu'artiste de disque, ses performances très théâtrales à partir de I Put a Spell on You lui ont valu une carrière régulière en tant qu'artiste de scène pendant des décennies, et ont influencé les actes ultérieurs. Il a ouvert pour Fats Domino, Tiny Grimes et les Rolling Stones. Cette exposition a à son tour influencé des groupes de rock tels que Alice Cooper, Tom Waits, the Cramps, Screaming Lord Sutch, Black Sabbath, Creedence Clearwater Revival, Arthur Brown, Led Zeppelin, Marilyn Manson, Rob Zombie et Glenn Danzig. Vox.com a décrit Hawkins comme une « icône gothique ».
Dans la mini-série documentaire rétrospective de 2020 Red Dwarf: The First Three Million Years, Hawkins est cité comme l'une des principales influences du personnage de Danny John-Jules Cat.

## Discographie

### Singles
- 1956 I Put a Spell On You/Little Demon [OKeh 7072]
- 1957 You Made Me Love You/Darling, Please Forgive Me [OKeh 7084]
- 1957 Frenzy/Person to Person [OKeh 7087]
- 1958 Alligator Wine/There's Something Wrong With You [OKeh 7101]
- 1958 Armpit #6/The Past [Red Top 126]
- 1962 I Hear Voices/Just Don't Care [Enrica 1010]
- 1962 Ashes/Nitty Gritty - w/ Shoutin' Pat (Newborn) [Chancellor 1117]
- 1966 Poor Folks / Your Kind of Love [Providence 411]
- 1970 Do You Really Love Me/Constipation Blues [Philips 40645]
- 1973 Monkberry Moon Delight/Sweet Ginny [Queen Bee 1313]

### Albums studio
- 1958 At Home with Screamin' Jay Hawkins (Okeh/Epic)
- 1965 The Night and Day of Screamin' Jay Hawkins (Planet)
- 1969 What That Is! (Philips)
- 1970 Because Is in Your Mind (Armpitrubber) (Philips)
- 1972 Portrait of a Man and His Woman (Hotline)
- 1977 I Put a Spell on You (Versatile—enregistrements de 1966-76)
- 1983 Real Life (Zeta)
- 1991 Black Music For White People (Bizarre/Straight Records/Planet Records)
- 1991 I Shake My Stick at You (Aim)
- 1993 Stone Crazy (Bizarre/Straight/Planet)
- 1994 Somethin' Funny Goin' On (Bizarre/Straight/Planet)
- 1998 At Last (Last Call)

### Enregistrements public
- 1984 Screamin' Jay Hawkins and The Fuzztones Live (Midnight Records) - EP 4 titres
- 1988 At Home with Jay in The Wee Wee Hours (Midnight Records)
- 1988 Live & Crazy (Blue Phoenix) - enregistré à l'Hôtel Méridien (Paris)
- 1993 Rated X (Sting S) - enregistré en 1970
- 1998 Live (Loudsprecher/Indigo)
- 1998 Live! (Black N Blue/Frémeaux & Associés) - réédition de l'album Live and Crazy de 1988.
- 1999 Live at the Olympia, Paris (Last Call) - comprend une nouvelle chanson enregistrée en studio
- 2004 Live! (Frémeaux & Associés)[13] - réédition de l'album Live and Crazy de 1988.

## Filmographie

### Documentaire sur Screamin' Jay Hawkins
- Screamin' Jay Hawkins: You Put a Spell On Me (Nicholas Triandafyllidis, 2001)

### Comme acteur
- Mystery Train (Jim Jarmusch, 1989)
- Rage in Harlem (Bill Duke, 1991) dans son propre rôle
- Perdita Durango, connu aussi sous le nom de Dance with the Devil (Álex de la Iglesia, 1997)
- Peut-être de Cédric Klapisch, 1999 : apparition en milieu de film en tant que chanteur du groupe qui interprète Deep in love, ainsi qu'à la fin du film, lors du défilement du générique dans une petite fenêtre où on le voit interpréter Maybe

### Autres
- Dans Stranger Than Paradise de Jim Jarmusch, son morceau phare I Put a Spell on You apparaît souvent dans le magnétophone de la jeune Eva (Eszter Bálint) qui enclenche le morceau de Screamin' Jay dans la voiture, dans l'appartement ou encore lorsqu'elle marche dans la rue.
- Dans Nowhere Boy, un officier de la Cunard échange un disque de I Put a Spell on You avec John contre ses disques de jazz, que ce dernier était en train de jeter.
- Dans le film Walt Disney Hocus Pocus, la chanson I Put a Spell on You est reprise par les trois sorcières de Salem durant la soirée d'Halloween.